# Bellingshausenia olasoi
Bellingshausenia olasoi is een straalvinnige vissensoort uit de familie van de puitalen (familie) (Zoarcidae). De wetenschappelijke naam van de soort is voor het eerst geldig gepubliceerd in 2009 door Matallanas.